# 4239 Goodman
4239 Goodman este un asteroid din centura principală, descoperit pe 17 iulie 1980 de Edward Bowell.